# Cangjie

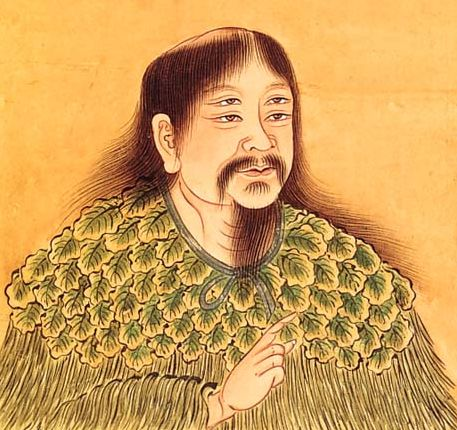
Cangjie med sina fyra ögon.

Cangjie eller Cang Jie (förenklad kinesiska: 仓颉; traditionell kinesiska: 倉頡; pinyin: Cāngjié) är en mytologisk figur i antikens Kina (cirka 2650 f. Kr.). Han påstås ha varit den gule kejsarens, Huang-Di, historiker och meduppfinnare till kinesiska tecken. Legenden säger att han hade fyra ögon, och han illustreras även så, när han uppfann de kinesiska tecknen så grät gudarna och spöken samt att det regnade hirs från himmelen. Han anses vara en legendarisk figur snarare än historisk gestalt, åtminstone anses han inte vara ensam uppfinnare av kinesiska tecken.
Cangjie inmatningsmetoden, ett system för att skriva kinesiska tecken med en dator och ett tangentbord är namngiven efter honom.